# Бидструп, Мадс
Мадс Бидструп (дат. Mads Bidstrup; род. 25 февраля 2001, Дания) — датский футболист, полузащитник австрийского клуба «Ред Булл».

## Карьера
Мадс — уроженец датского города Кёге, расположенного в коммуне Кёге области Зеландия, административного центра коммуны Кёге. Начинал заниматься футболом в команде «Херфёльге», также тренировался в командах «Брондбю» и «Копенгаген». В январе 2018 перешёл в академию «РБ Лейпциг». Сумма компенсации составила 15 млн. крон. Выступал за молодёжную команду. В июле 2020 года, несмотря на то, что у него оставалось три года контракта, покинул «РБ Лейпциг».
16 июля 2020 года Мадс подписал трёхлетний контракт с Брентфордом, включающий опцию продления на один год. Планировалось, что сезон игрок начнёт в молодёжной команде англичан, однако на сборы он поехал с командой первой. Во время сборов Мадс получил травму колена, и пропустил первую половину сезона из-за операции. С февраля 2021 года полузащитник был включён в основной состав команды и стал постоянно попадать в заявку на матчи. 10 апреля 2020 Мадс дебютировал в Чемпионшипе поединком против «Престон Норт Энд», выйдя на замену на 83-й минуте вместо Витали Янельт. Всего в дебютном сезоне провёл 6 встреч, в том числе сыграл и в финале плей-офф Чемпионшипа, выйдя на замену в победном поединке с «Суонси Сити», который помог Брентфорду впервые выйти в английскую Премьер-лигу.
13 августа 2021 года Бидструп вместе с клубом матчем против лондонского «Арсенала» дебютировал в Премьер-лиге. Игрок появился на замену на 80-й минуте вместо Франка Ониека и помог «Брентфорду» удержать сенсационную победу со счётом 2:0.
Также Бидструп выступал за юношеские сборные Дании различных возрастов.

## Статистика выступлений
| Клуб             | Сезон            | Лига             | Лига  | Лига | Кубок | Кубок | Междунар. | Междунар. | Всего | Всего |
| Клуб             | Сезон            | Лига             | Матчи | Голы | Матчи | Голы  | Матчи     | Голы      | Матчи | Голы  |
| ---------------- | ---------------- | ---------------- | ----- | ---- | ----- | ----- | --------- | --------- | ----- | ----- |
| Брентфорд        | 2020/2021        | Чемпионшип       | 6     | 0    | 0     | 0     | 0         | 0         | 6     | 0     |
| Брентфорд        | 2021/2022        | Премьер-лига     | 1     | 0    | 0     | 0     | 0         | 0         | 1     | 0     |
| Всего за карьеру | Всего за карьеру | Всего за карьеру | 7     | 0    | 0     | 0     | 0         | 0         | 7     | 0     |